# Sainte Marie Madeleine (Crivelli)
Pour les articles homonymes, voir Sainte Marie Madeleine.
Sainte Marie Madeleine  est une peinture à la détrempe et à l'or sur panneau de bois de 152 × 49 cm réalisée par Carlo Crivelli, datant d'environ 1476 et conservée au Rijksmuseum Amsterdam. elle est signée OPVS KAROLI CRIVELLI VENETI sur un cartellino en bas à droite.

## Histoire
Un texte du XVIIe siècle de Pier Antonio Guerrieri rappelle dans l'église de San Francesco in Carpegna, la présence d'un autel dédié au saint et décoré, aux frais des comtes de Carpegna, « par un tableau du célèbre peintre vénitien Carlo Crivelli : une œuvre remarquable estimée comme un joyau précieux ». Le tableau est attesté par la signature de l'artiste et provient par conséquent de l'ancienne église San Francesco, peut-être commandé par Giovanni di Carpegna qui est l'un des fondateurs. La famille devait avoir une dévotion pour la sainte, comme en témoigne l'existence, vers 1472, d'une petite église qui lui est dédiée sur la colline de Serriole, fondée par la mère de Giovanni, Caterina, comtesse de Carpegna. Cette dernière est née à Ascoli, fille de Giovanni di Saladino Saladini, et c'est probablement elle qui a suggéré à son fils le peintre qui était populaire dans sa ville. Caterina était présente en ville en 1474, à cette occasion, elle a peut-être formulé directement la commande.
La possibilité qu'il ait pu faire partie d'un polyptyque démembré parait exclue car dans ce cas, l'artiste signerait le panneau central, souvent sur le trône de la Vierge, et jamais les panneaux latéraux. On présume donc qu'il s'agissait d'un panneau unique.
En 1703, les actes de la visite sacrée de l'évêque ne mentionnent plus le tableau et l'autel est enregistré comme étant dédié à un autre saint. Il est possible que l'œuvre ait été déplacée dans une autre pièce ou dans une autre église. Elle réapparaît en 1821 dans la collection Solly et, de là, dans le musée de l'empereur Friedrich à Berlin. En 1935, il est mis en vente sur le marché des antiquités. En 1948, appartient à la collection de Fritz Mannheimer à Amsterdam, puis l'année suivante passe à la collection Dienst Verspreide Rijks à La Haye et en 1960, elle est transférée, avec l'ensemble de la collection, au Rijksmuseum Amsterdam.
La datation basée sur des considérations stylistiques oscille entre 1474 et 1485-1486. 

## Description et style
Marie Madeleine se tient debout sur une marche en marbre, ornée d'une frise sculptée d'angelots et d'animaux fantastiques (des éléphants ?), et devant une toile tendue, ornée au sommet par un feston de fleurs au-dessus d'un parapet. Telle une princesse, avec autour de son cou un collier de corail qui retient un pendentif, elle tient posé, à plat sur sa main droite, le récipient de nard, son attribut typique et de l'autre du bout des doigts de sa main gauche le bord de son manteau.
En bas,  projetés vers le spectateur un pied et une partie de la robe dépassent de la marche. La richesse de la dorure, réalisée en relief par l'application de pastilles, rappelle l'époque du gothique tardif, tout comme l'extrême élégance de la figure, tandis que les études spatiales et de perspective sont issus de la Renaissance, modélisées par la Renaissance padouane.
En excellent état de conservation, le tableau est considéré comme l'une des créations les plus réussies de l'artiste.